# Kachtanka (film, 1952)
Pour les articles homonymes, voir Kachtanka et Kachtanka (film, 2004).
Pour plus de détails, voir Fiche technique et Distribution.
Kachtanka (en russe : Кашта́нка) est un film d'animation soviétique réalisé par Mikhaïl Tsekhanovski aux studios Soyouzmoultfilm sorti en 1952.
C'est une adaptation de la nouvelle éponyme d'Anton Tchekhov écrite en 1887.

## Synopsis
Kachtanka, une gentille chienne à l’apparence d’un renard, vit chez le menuisier Luka Alexandrovich. Un jour, son maître l'emmène en ville lorsqu'il va voir ses nombreux clients, mais après avoir pas mal bu, il ne fait plus attention à elle. Kachtanka se perd dans la rue.  
Monsieur Georges, un clowns de cirque, repère Kachtanka près de l'entrée de sa maison et la fait entrer. Kachtanka rencontre d'autres habitants du foyer : le chat Fiodor Timofeevich, l'oie Ivan Ivanovitch et le cochon Khavronia Ivanovna. Avec ces animaux, Monsieur Georges se rend tous les soirs au cirque pour des représentations.
Lors d'une des représentations, Ivan Ivanovitch tombe sous les sabots d'un cheval et meurt après son retour chez lui. Toute la maisonnée se retrouve plongée dans la tristesse. Mais ensuite, Kachtanka elle-même s'éveille au talent d'artiste et Monsieur Georges lui apprend quelques tours. Il commence à l'emmener avec lui au cirque où elle remplace avec succès le défunt Ivan Ivanovitch. Un jour, la chienne reconnaît parmi les spectateurs ses anciens propriétaires, le menuisier et son fils Fediushka, venus assister au divertissement. Elle s'élance alors joyeusement vers eux à travers les gradins laissant derrière elle le clown confus.

## Fiche technique
- Titre : Kachtanka
- Titre original russe : Кашта́нка
- Réalisation : Mikhaïl Tsekhanovski
- Scénario : Mikhaïl Papava et Boris Brodsky (ru) d'après Anton Tchekhov
- Photographie : Mikhaïl Drouïan
- Direction artistique : Aleksandr Beliakov (ru), Leonid Aristov (ru)
- Décors : Constantin Youon
- Animateurs : Fiodor Khitrouk, Valentin Lalayants (ru), Renata Mirenkova (ru), Roman Davydov, Nikolaï Fiodorov (ru), Viatcheslav Kotionotchkine, Mikhaïl Botov (ru), Boris Boutakov (ru), Constantin Tchikine (ru), Boris Tchani, Lev Popov, Tatiana Taranovitch
- Son : Nikolaï Priloutski (ru)
- Assistant réalisateur : Vera Tsekhanovskaïa
- Montage : Lydia Kiakcht
- Production : Soyouzmoultfilm
- Musique originale : Iouri Levitine
- Pays :  Union soviétique
- Durée : 32 minutes
- Langue : russe
- Sortie : 1952

## Distribution
- Alexeï Gribov : Mr Georges
- Boris Tchirkov : menuisier Louka
- Iouri Chrżanowski (ru) : Kachtanka
- Vladimir Gribkov (ru) : voix off
- Vladimir Feoktistov : Fediouchka